# Roman Buchta
Roman Wiktor Buchta (ur. 25 lutego 1940 w Krośnie, zm. 28 listopada 2021 tamże) – polski samorządowiec i inżynier, w latach 1990–1994 prezydent Krosna.

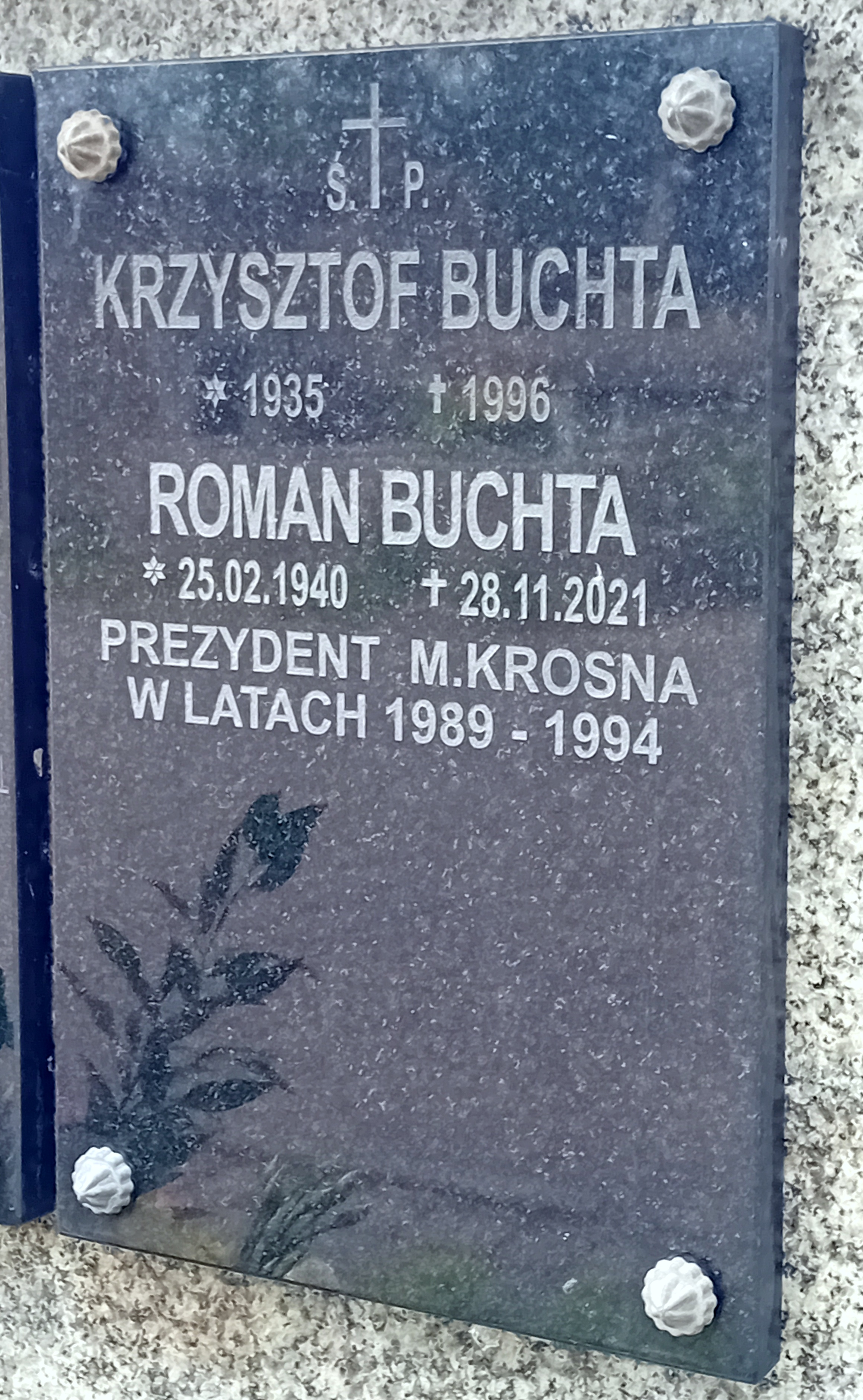
Tabliczka nagrobna Romana Buchty na grobowcu rodzinnym

## Życiorys
Absolwent Politechniki Krakowskiej im. Tadeusza Kościuszki oraz Akademii Górniczo-Hutniczej w Krakowie. Kształcił się w studium samorządu terytorialnego i rozwoju lokalnego na Uniwersytecie Warszawskim, zdał także egzamin dla członków rad nadzorczych spółek Skarbu Państwa. W kadencji 1990–1994 sprawował funkcję pierwszego niekomunistycznego prezydenta Krosna. Zajmował również stanowisko wiceprzewodniczącego rady Stowarzyszenia Gmin Małopolski. W 2002 kandydował do rady miejskiej z listy Porozumienia Wyborczego Krosno 2002.

## Życie prywatne
Był synem Ernesta (1897–1944) i Michaliny z Sąsiadków (1897–1987). Jego ojciec był majorem Wojska Polskiego, odznaczonym Orderem Virtuti Militari, Polonia Restituta i Krzyżem Niepodległości, zginął w obozie jenieckim Oflag VI B Dössel. Żonaty, miał córkę. Został pochowany na Cmentarzu Komunalnym w Krośnie.